# Trent (Texas)
Trent es un pueblo ubicado en el condado de Taylor en el estado estadounidense de Texas. En el Censo de 2010 tenía una población de 337 habitantes y una densidad poblacional de 322,07 personas por km².

## Geografía
Trent se encuentra ubicado en las coordenadas 32°29′18″N 100°7′24″O / 32.48833, -100.12333. Según la Oficina del Censo de los Estados Unidos, Trent tiene una superficie total de 1.05 km², de la cual 1.05 km² corresponden a tierra firme y (0%) 0 km² es agua.

## Demografía
Según el censo de 2010, había 337 personas residiendo en Trent. La densidad de población era de 322,07 hab./km². De los 337 habitantes, Trent estaba compuesto por el 89.32% blancos, el 1.48% eran afroamericanos, el 0.59% eran amerindios, el 0% eran asiáticos, el 0% eran isleños del Pacífico, el 4.45% eran de otras razas y el 4.15% pertenecían a dos o más razas. Del total de la población el 9.5% eran hispanos o latinos de cualquier raza.